# Fresne-Saint-Mamès
Fresne-Saint-Mamès è un comune francese di 497 abitanti situato nel dipartimento dell'Alta Saona nella regione della Borgogna-Franca Contea.

## Società

### Evoluzione demografica
Abitanti censiti